# كرة السلة في دورة الألعاب الرياضية الأولى لدول مجلس التعاون 2011
كرة السلة في دورة الألعاب الرياضية الأولى لدول مجلس التعاون 2011 أقيمت من 13 إلى 22 أكتوبر 2011.

## المشاركين
- البحرين
- الكويت
- عمان
- قطر
- السعودية
- الإمارات العربية المتحدة

## جدول الترتيب
| المنتخب                  | النقاط | فاز | خسر | له  | عليه | الفارق |
| ------------------------ | ------ | --- | --- | --- | ---- | ------ |
| قطر                      | 10     | 5   | 0   | 357 | 255  | +102   |
| الكويت                   | 8      | 3   | 2   | 431 | 374  | +57    |
| السعودية                 | 8      | 3   | 2   | 301 | 280  | +21    |
| الإمارات العربية المتحدة | 8      | 3   | 2   | 402 | 392  | +10    |
| البحرين                  | 6      | 1   | 4   | 365 | 421  | –56    |
| عمان                     | 5      | 0   | 5   | 288 | 422  | –134   |